# 麗菜
麗菜（れいな、1986年9月16日 -）は、日本のファッションモデル・タレント・女優。血液型B型。スウィートパワーに所属していた。
愛知県名古屋市出身。ファッション雑誌『CanCam』の専属モデルとして活躍していたが、2007年『CanCam』2月号以降、消息不明。

## テレビ
- めざましテレビ（フジテレビ）：早耳ムスメ（2005年3月-2006年9月※2006年4月以降は名前こそ残していたが出演せず）
- 恋する日曜日 セカンドシリーズ 第14話「卒業」（2005年、BS-i） - 水町亜希子 役
- 小悪魔な女になる方法（2005年、フジテレビ） - ユカ 役
- いい男はマーケティングで見つかる（2005年、日本テレビ） - 槙野サクラ 役
- クロサギ（2006年4月、TBS） - 大沢夕有子 役
- 翼の折れた天使たち - 第一夜『セレブ』（2006年、フジテレビ） - 店員 役
- スパイ道 女スパイ編 #9「スパイ★アリス」（2006年、BS-i） - アリス 役

## CM
- NEC　N702iS　コスメティック篇（2006年）